# Somewhere in Time (película)
Somewhere in Time (en España, En algún lugar del tiempo; en Hispanoamérica, Deja que el tiempo vuelva y Pide al tiempo que vuelva) es un filme de 1980, dirigido por el francés Jeannot Szwarc, escrito por Richard Matheson y con actuación de Christopher Reeve, Jane Seymour, Christopher Plummer y Teresa Wright. Se trata de una adaptación del libro de ciencia ficción Bid Time Return (Pide al tiempo que vuelva), escrito por Richard Matheson. Es muy conocida la banda sonora, compuesta por John Barry, y muy recordado el uso de la variación XVIII: "Andante cantabile", de la Rapsodia sobre un tema de Paganini, op. 43, del compositor ruso Serguéi Rajmáninov, dirigida por el propio John Barry e interpretada al piano por Roger Williams (1924-2011). Este filme llegó a convertirse en una película de culto, que mezcla drama, romance y fantasía (el viaje en el tiempo) y a la banda sonora.

## Argumento
El dramaturgo Richard Collier (Christopher Reeve) vive en Chicago. Un día, en 1972, mientras celebra la puesta en escena de una de sus obras, una anciana (Susan French) que lo ha estado observando le entrega un reloj de oro y le dice que regrese a ella. La anciana vuelve a un hotel llamado Grand Hotel en donde, recordándolo, fallece esa misma noche.
Collier queda intrigado y muy sorprendido en el momento que ve a la anciana. El tiempo transcurre: 8 años después, en 1980, mientras Richard estaba en su estudio trabajando y escuchando la Rapsodia sobre un tema de Paganini, de Serguéi Rajmáninov, su favorita, decide dejar el lugar e irse de viaje solo, sale en su auto, y en el camino observa el Grand Hotel y decide hospedarse ahí. En el hotel visita el salón de la historia, en donde se siente llamado por un retrato antiguo que está en la pared de fondo. Impresionado y muy atraído, se acerca y observa, en el retrato, a una hermosa joven sonriente, pero no ve ninguna placa en la parte posterior y no sabe quién es. Intrigado, investiga y averigua que se trata de una famosa actriz de principios del siglo XX, Elise Mckenna. Deslumbrado, investiga más, y se entera de que ella actuó en una obra, en junio de 1912, en el mismo hotel. Más atraído, decide investigar todo sobre ella, y en una biblioteca, al revisar varias revistas sobre actrices famosas del siglo XX, encuentra la última fotografía que le hicieron, descubriendo que es la anciana que aquella noche de 1972 le entregó el reloj que él ahora usa diariamente. Él lee en aquella revista toda la biografía de la actriz, y decide buscar a la biógrafa, Mrs. Roberts. Al llegar a la casa de la biógrafa y preguntar sobre la actriz, le muestra el reloj, y Mrs. Roberts le dice que Elise jamás se separaba de aquel reloj y que desapareció la noche en que ella falleció. Richard comprende que la anciana había fallecido hace 8 años en el hotel, luego de entregarle el reloj a él. Al recorrer el hogar de Mrs. Roberts, en donde guarda objetos de la actriz, ella le cuenta datos interesantes de la vida de la actriz y le muestra una especie de maqueta con forma del Grand Hotel; Elise había mandado hacerlo. Al abrirlo, comienza a sonar un fragmento de la rapsodia de Rajmáninov, por lo cual Richard queda impresionado, ya que esa es su música favorita. Luego, observa un libro con la portada de la foto del Dr. Finney, un psicomentalista que había sido profesor de Richard en la universidad. Mrs. Roberts le dice que ese libro fue leído por Elise muchas veces, el libro trata sobre cómo viajar en el tiempo.
Richard acude a la universidad, en donde el Dr. Finney le cuenta que él puede engañar a su mente mediante autohipnosis y hacer una regresión al pasado y así viajar en el tiempo, pero que es algo que requiere mucha fuerza y convicción. Richard vuelve al Grand Hotel y descubre, gracias a un conserje llamado Arthur, que su nombre figura como registrado en un acta de visitas del año 1912. Por tanto, él ya había estado en el hotel hace 64 años, lo cual parecería imposible, pero viendo su firma y sus datos en el acta se convence y decide intentar regresar en el tiempo.
Collier se viste con un traje de la época, consigue monedas de 1912, se corta el cabello, graba una cinta de audio para poder hipnotizarse a sí mismo, en la cual se repite una y otra vez que es junio de 1912 y él está allí y Elise Mckenna está también en el hotel. Así continúa por varias horas e intenta volver en el tiempo, pero no lo consigue, se encuentra frustrado. Vuelve a intentarlo y se acuesta y luego, tras grandes esfuerzos, lo logra y despierta en una habitación del Grand Hotel en el año 1912, justo en la fecha en que Elise Mackenna (Jane Seymour) está allí para su actuación en el teatro del hotel.
Tras muchas dificultades, Collier logra ubicar a la actriz afuera, cerca del lago. Ella, al verlo, le pregunta: "¿Eres tú?". Él responde: "Sí." En ese momento, son interrumpidos por el Sr. Robinson (Christopher Plummer), su agente, que la protege en exceso: le dice a él que se aleje de ella, Collier no se rinde y la sigue, convence a Elise de una cita y pasan una tarde muy romántica, en donde él le pregunta por qué le hizo esa pregunta cuando lo vio cerca del lago, y ella le dice que ha estado esperando un hombre que le cambiará la vida, pero que ella no lo conoce, no sabe nada de él porque apenas lo ha visto por primera vez. Pasean en bote y luego, al ver la hora, ella le dice que es un hermoso reloj y le pregunta dónde lo consiguió. Él, en vez de decirle que fue ella, ya anciana, quien se lo regaló, sólo le dice que fue un regalo, pero no le dice nada más y ella no se entera de la verdad en ese momento. Luego de varias horas, regresan al cuarto de Elise, en donde se besan..., pero son interrumpidos de nuevo por Robinson.
Richard tendrá que lidiar con Robinson para lograr que Elise se enamore de él, hasta que logra despertar los ocultos sentimientos de ella por él, y en el teatro, durante una obra en la que actúa, Elise le dice que lo ama. "Casi puedo verlo ante mi, ¿Qué le diría si realmente estuviera aquí?: perdóname no conocía este sentimiento, toda mi vida he vivido sin el, no es de extrañar que no te reconociera eres el primero que lo ha despertado en mí, ¿hay alguna manera de decirte cómo ha cambiado mi vida? ¿hay alguna manera de decirte cuanta dulzura me has aportado? hay tanto que decir y yo no encuentro las palabras, excepto estas... TE AMO"
Robinson, furioso, manda llamar a Richard y lo amenaza. Richard se niega, varios hombres lo golpean y lo encierran, en fin, en el establo del hotel. Elise no lo encuentra. Robinson le dice que Collier se ha ido del hotel y de su vida y que, además, toda la compañía debe abandonar el hotel en una hora.
Richard logra escapar, pero al llegar al hotel es demasiado tarde, pues ella ya se ha ido. Muy triste, sale del hotel. Ella regresa por el campus y lo llama. Ambos se abrazan y se besan y, al fin, van al cuarto de Elise, en donde hacen el amor.
Elise y Richard Collier hacen planes para su vida futura, desean casarse e irse juntos. Ella pregunta la hora y toma el reloj de oro de él. Entonces, cuando hablan sobre lo feo y anticuado que es el traje de él, Collier encuentra entre las monedas que había tenido de 1912 una moneda de un centavo de dólar de 1979 en uno de los bolsillos y, al verlo, se interrumpe bruscamente su visita al pasado. Ella se queda con el reloj y llama a gritos a Richard, quien ha regresado a 1979. Por ende, el romance queda truncado.
Devastado y llorando, trata de regresar al pasado, pero no lo consigue. Va al salón de historia del hotel y observa el retrato de Elise. Regresa a su cuarto y el desamor lo supera; con el corazón destrozado y muy asolado, se queda ahí sin hacer nada. Pasan varios días y él no ha salido de su cuarto; el conserje grita su nombre en la puerta, pero Richard no contesta. El conserje le dice al ayudante que Collier ha estado ahí más de tres días sin salir, y eso le preocupa. Con la llave maestra, el conserje y el ayudante logran entrar y encuentran inmóvil a Richard, quien no pestañea ni dice nada. Llaman al médico quien, al revisarlo, le dice que no ha comido en una semana y está demasiado débil y deshidratado. El conserje pregunta si podrá salvarse; el doctor tratará de salvarlo con oxígeno. El otro ayudante baja por el oxígeno, y el doctor le dice al conserje que lo mantendrá con vida hasta que llegue la ambulancia. En el rostro inmóvil de Richard aparece una pequeña sonrisa y, mientras esperan todos a que llegue la ambulancia, se ve a Elise esperándolo entre las nubes del cielo, en donde él y ella por fin se encuentran de nuevo y se toman de las manos y caminan hacia la lejanía.

## Elenco
- Christopher Reeve como Richard Collier
- Jane Seymour como Elise McKenna
  - Susan French como Elise más mayor
- Christopher Plummer como William Fawcett Robinson
- Teresa Wright como Laura Roberts
- Bill Erwin como Arthur Biehl
  - Sean Hayden como Arthur a los cinco años en 1912
- George Voskovec como el Dr. Gerard Finney
- John Alvin como el padre de Arthur
- Eddra Gale como Genevieve
- Tim Kazurinsky como un fotógrafo en 1912
- William H. Macy como crítico en la escena de 1972 (antes de que Elise le entregue el reloj a Richard)
- Don Franklin como turista en el Salón de la Historia #2

Richard Matheson, quien escribió la novela y el guion originales, aparece en un cameo como huésped de un hotel de 1912. Está asombrado de que Richard se haya cortado al afeitarse con una navaja de afeitar. La hija de Richard Matheson, Ali, también se acredita como estudiante.
George Wendt se le acredita como estudiante durante esta misma escena, pero su apariencia fue eliminada de la película durante la edición.

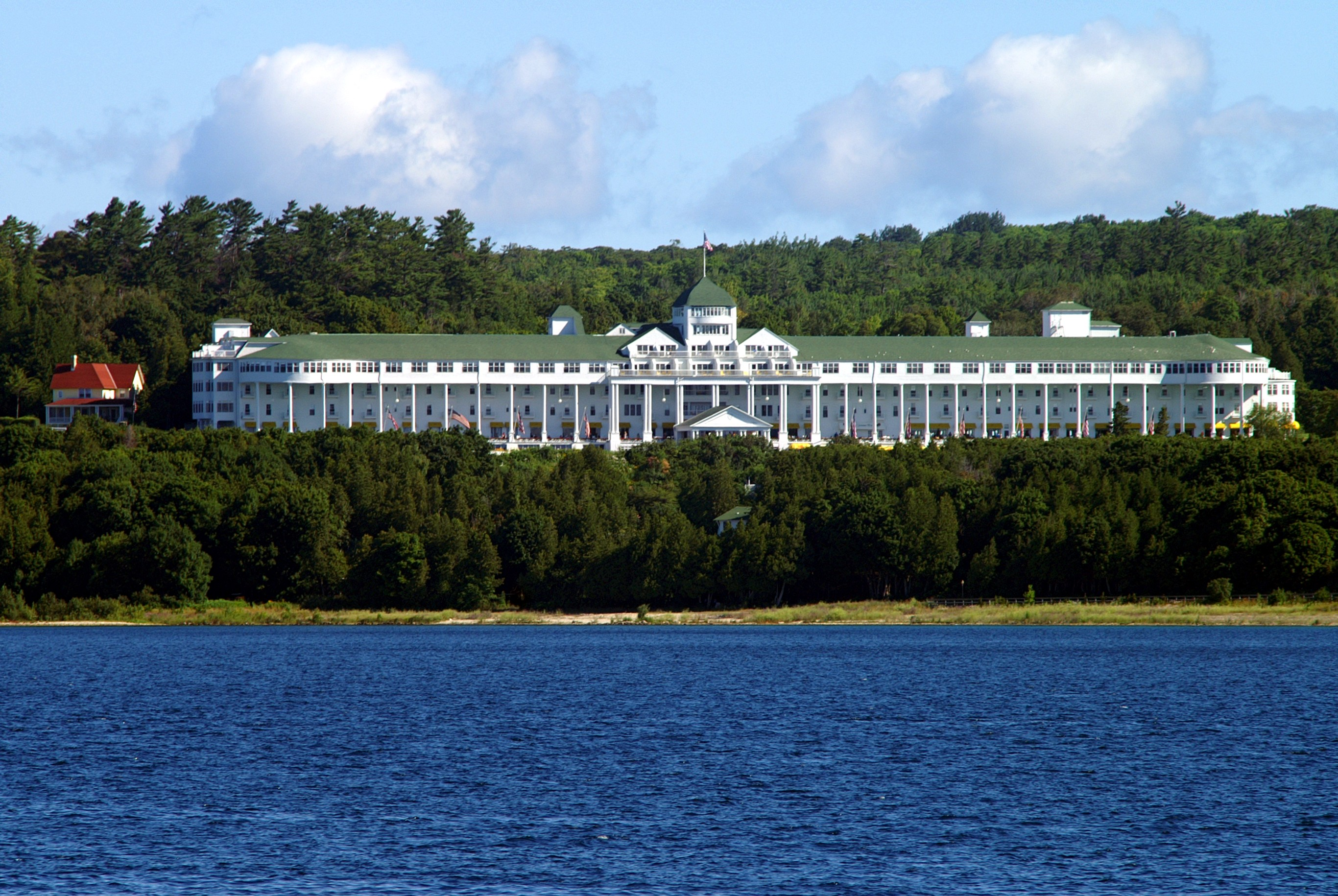
El Gran Hotel donde se rodó la película

## Premios
Recibió varios premios:
- Premio Saturno por mejor vestuario.
- Premio Saturno por mejor música.
- Premio Saturno por mejor filme de fantasía.

También fue candidata a los Premios Óscar por mejor diseño de vestuario.

## Curiosidades y notas de producción
- La cinta se rodó en el Grand Hotel en la isla Mackinac (Míchigan), que en la actualidad recibe a la convención anual de admiradores de la película.
- Richard Matheson, quien escribió la novela original y la adaptación a la pantalla, aparece en una corta escena como un huésped del hotel.
- En 1990, un entusiasta de Somewhere in Time de nombre Bill Shepard fundó el club de admiradoress, International Network of Somewhere in Time Enthusiasts, cuya membresía cuesta $19.12 dólares en honor del año en el cual se escenificó la película. El club de admiradores colocó, en el hotel en donde fue filmada la película, una placa que tiene la inscripción "¿Eres tú?" para conmemorar el primer encuentro de Richard y Elise en el filme. La placa está ubicada en el mismo lugar en donde fue filmado ese momento, entre los árboles, en una roca, fuera del hotel. La placa con la fotografía de esa escena se encuentra ahí hasta la actualidad.
- En 1997 el mismo club de admiradores pagó la estrella de Christopher Reeve en el Paseo de la fama de Hollywood. A la ceremonia asistieron él, su familia, la actriz Jane Seymour y todos los miembros del club.
- En el 2000 hubo una exhibición especial en New York de la película, a la cual asistieron los protagonistas y el club de admiradores.
- El club de la película tiene a la venta varios DVD con material exclusivo de varios eventos especiales, incluidos el de la celebración en 1994 del aniversario del filme en el hotel con la compañía del actor Cristopher Reeve y su esposa, en donde él visitó la placa colocada por los admiradores, la ceremonia de la entrega de la estrella en el paseo de la fama, celebración de los aniversarios y el retorno de los actores al hotel en 1994 y en el año 2000. Todos los eventos organizados por el mismo club de admiradores, se pueden comprar en la web del club y ver los avances de los DVD en YouTube.
- El director Jeannot Szwarck tuvo dificultades para dirigir las escenas entre Christopher Reeve y Christopher Plummer ya que al mencionar el nombre «Chris» ambos respondían «¿Sí?», por lo que decidió renombrarlos como «Bigfoot» (Pie Grande) y «Mr. Plummer», respectivamente .
- La escena final entre Reeve y Seymour en la habitación costó mucho trabajo, ya que mientras se rodaba, Reeve se había enterado de que su novia Gae Exton estaba embarazada de su primer hijo y por consiguiente estaba muy distraído, Christopher comentó que se enteró de que iba a ser padre por primera vez mientras grababan la escena de la comida campestre.
- En la cinta el personaje del Dr. Finney que es un «experto en viajes en el tiempo» hace referencia al autor Jack Finney, cuya novela Time and Again aborda de manera similar los viajes a través del tiempo.
- El director y las estrellas han estado relacionados con la serie de TV "Smallville": Christopher Reeve participó en dos episodios como el Dr. Virgil Swann, un científico millonario que da pistas sobre su origen a Clark Kent (Tom Welling). Jane Seymour interpretó a Genevieve Teague, personaje recurrente de la cuarta temporada, obsesionada con encontrar tres cristales kryptonianos,[1] mientras que Jeannot Szwarck, además de dirigir el filme "Supergirl" (1984), ha dirigido varios episodios de "Smallville" de la tercera a la novena temporada.
- El personaje de Elise McKenna es ficticio, pero se basa a grandes rasgos en la vida del teatro de la actriz Maude Adams, nacida en Salt Lake City, Utah, el 11 de noviembre de 1872. Ella murió en Tannersville, Nueva York el 17 de julio de 1953. Su director, Charles Frohman (en quien se basó el personaje William Fawcett Robinson) era muy protector con ella. Él murió en el RMS Lusitania el 7 de mayo de 1915, cuando fue torpedeado por un submarino alemán durante la Primera Guerra Mundial.
- El presupuesto inicial para la película fue reducido a la mitad, hubo una huelga de actores por lo cual los protagonistas no pudieron promocionar el filme en ningún lado.
- Mientras se rodaba la película, el cine local decidió proyectar el último éxito de Christopher Reeve, Superman (1978). Muchos de los actores de Somewhere in time se unieron a los lugareños para el evento. Sin embargo, al principio de la proyección se cortó el sonido. Reeve, que estaba sentado junto a Jane Seymour, se levantó entre el público y e hizo el doblaje de sus líneas hasta que regresó el audio.[2]
- La bandera estadounidense que ondea en el Grand Hotel en 1912 tiene 50 estrellas. Pero en junio de 1912 la bandera tenía 46 estrellas (desde el 4 de julio de 1908) y después del 4 de julio de 1912 tuvo 48 estrellas (por la incorporación de Arizona y Nuevo México).[2]

## Recepción
Con un presupuesto de $5.1 millones, recaudó en taquilla un total de $9,709,597. 
La película tuvo críticas positivas y negativas, una puntuación en Rotten Tomates del 59% y han dado a la película un promedio de calificación de 5.7 sobre 10, resultado de 17 opiniones de los críticos de cine.  Metacritic, que asigna una puntuación promedio ponderado de 100 a los comentarios de los críticos principales, da la película una puntuación de 29 sobre la base de 7 opiniones.
La película con el paso del tiempo ha pasado a convertirse en un clásico de culto muy vista en televisión, en DVD y con un amplio fandom.

## Diferencias entre el libro y la película
- En la novela, Richard viaja de 1971 a 1896 en lugar de desde 1980 hasta 1912.
- El escenario es el Hotel del Coronado en California, en lugar del Grand Hotel de Míchigan.
- Richard comienza el libro con el conocimiento de que se está muriendo de un tumor cerebral, y el libro plantea en última instancia, la posibilidad de que toda la experiencia viajando en el tiempo no era más que una serie de alucinaciones provocada por el tumor.
- La escena en la que la anciana entrega a Richard un reloj de bolsillo (que él había dado a ella en el pasado) no aparece en el libro. Por lo tanto, la paradoja generada por este caso (que el reloj nunca fue construido, sino que simplemente existe eternamente) está ausente.
- En el libro hay dos psíquicos, no solo William Fawcett Robinson, que anticipan la aparición de Richard.
- Al final del libro, la muerte de Richard se produce por su tumor cerebral acompañado de la tristeza de no volver a ver a su amor, y no exclusivamente por tristeza y deshidratación, como ocurre en la película.